# Борисова, Анна Фёдоровна
Анна Фёдоровна Борисова (1926 — 1990) — советский передовик сельского хозяйства. Герой Социалистического Труда (1966).

## Биография
Родилась 31 января 1926 года в селе Вражское, Каменского района Пензенской области.
С 1940 года после окончания начальной школы начала свою трудовую деятельность — рядовой колхозницей в колхозе «Восток» Каменского района Пензенской области. За ударный труд в годы Великой Отечественной войны А. Ф. Борисова была награждена  
Медалью «За доблестный труд в Великой Отечественной войне 1941—1945 гг.»
.
С 1949 по 1963 годы работала — свинаркой, а с 1963 по 1977 годы — бригадиром свинофермы совхоза «Нечаевский» Мокшанского района Пензенской области.
Постепенно А. Ф. Борисова познавала секреты откорма и выращивания свиней, по тысяче и больше в год сдавала она поросят в откормочную группу. В 1965 году свиноферма, где она работала бригадиром, дала прибыль в сумме — 74 тысяч рублей. За успехи, достигнутые в работе, бригаде под руководством  А. Ф. Борисовой было присвоено звание — «Ударник коммунистического труда».
22 марта 1966 года Указом Президиума Верховного Совета СССР «за достигнутые успехи в развитии животноводства, увеличении производства и заготовок мяса»  Анна Фёдоровна Борисова была удостоена звания Героя Социалистического Труда с вручением Ордена Ленина и золотой медали «Серп и Молот».
В 1977 году переехала в город Пенза, где работала завхозом в железнодорожной поликлинике.
С 1980 года вышла на заслуженный отдых.
Жила в Пензе, где и умерла 5 октября 1990 года. Похоронена на кладбище села Нечаевка Мокшанского района Пензенской области.

## Награды
- Медаль «Серп и Молот» (22.03.1966)
- Орден Ленина (22.03.1966)
- Медаль «За доблестный труд в Великой Отечественной войне 1941—1945 гг.»